# Pentagon
A geometriai jelentést lásd itt: Ötszög

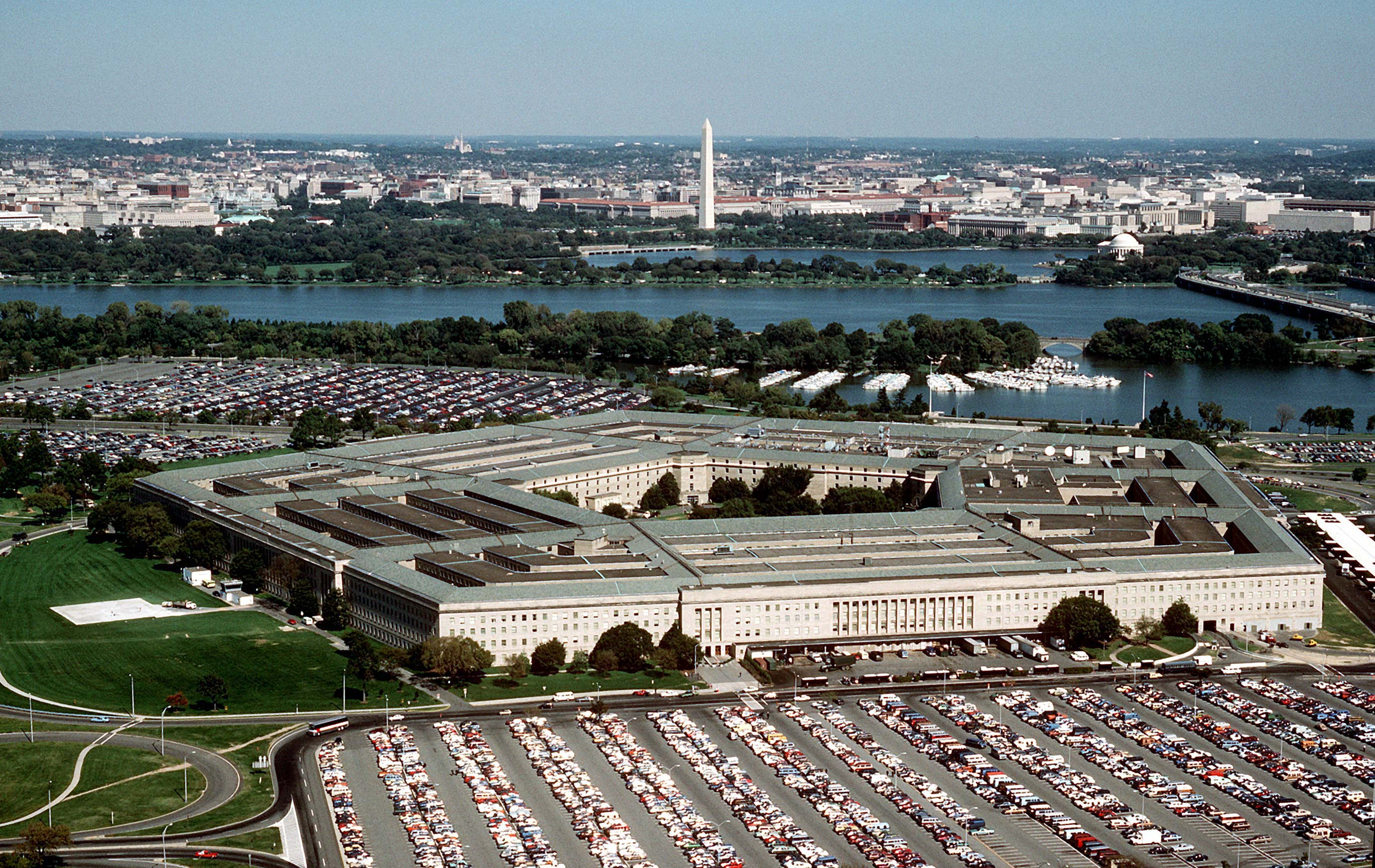
A Pentagon délnyugati irányból, háttérben a Potomac-folyóval és a Washington emlékművel

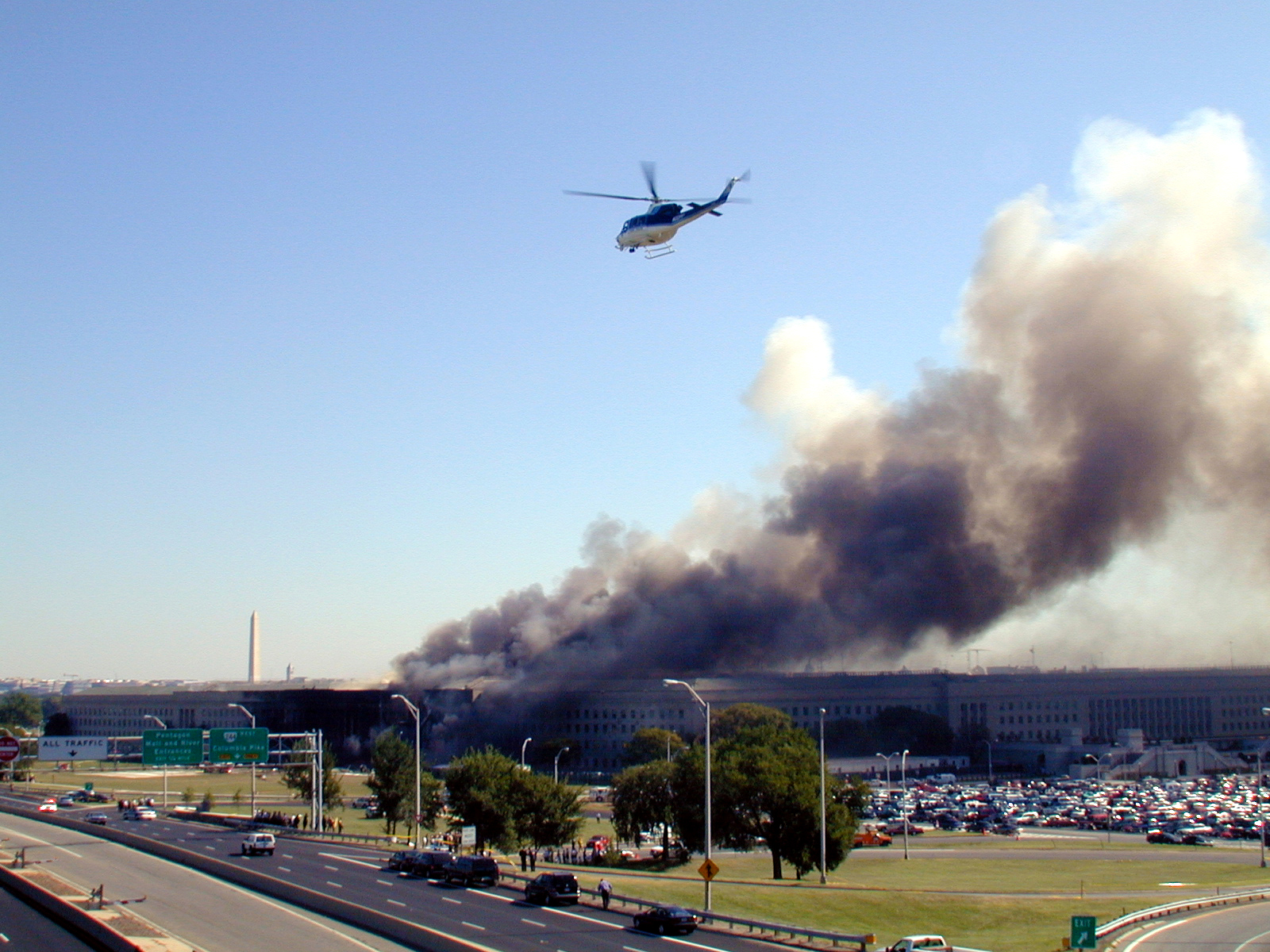
Percekkel a repülőgép becsapódása után, 2001. szeptember 11-én

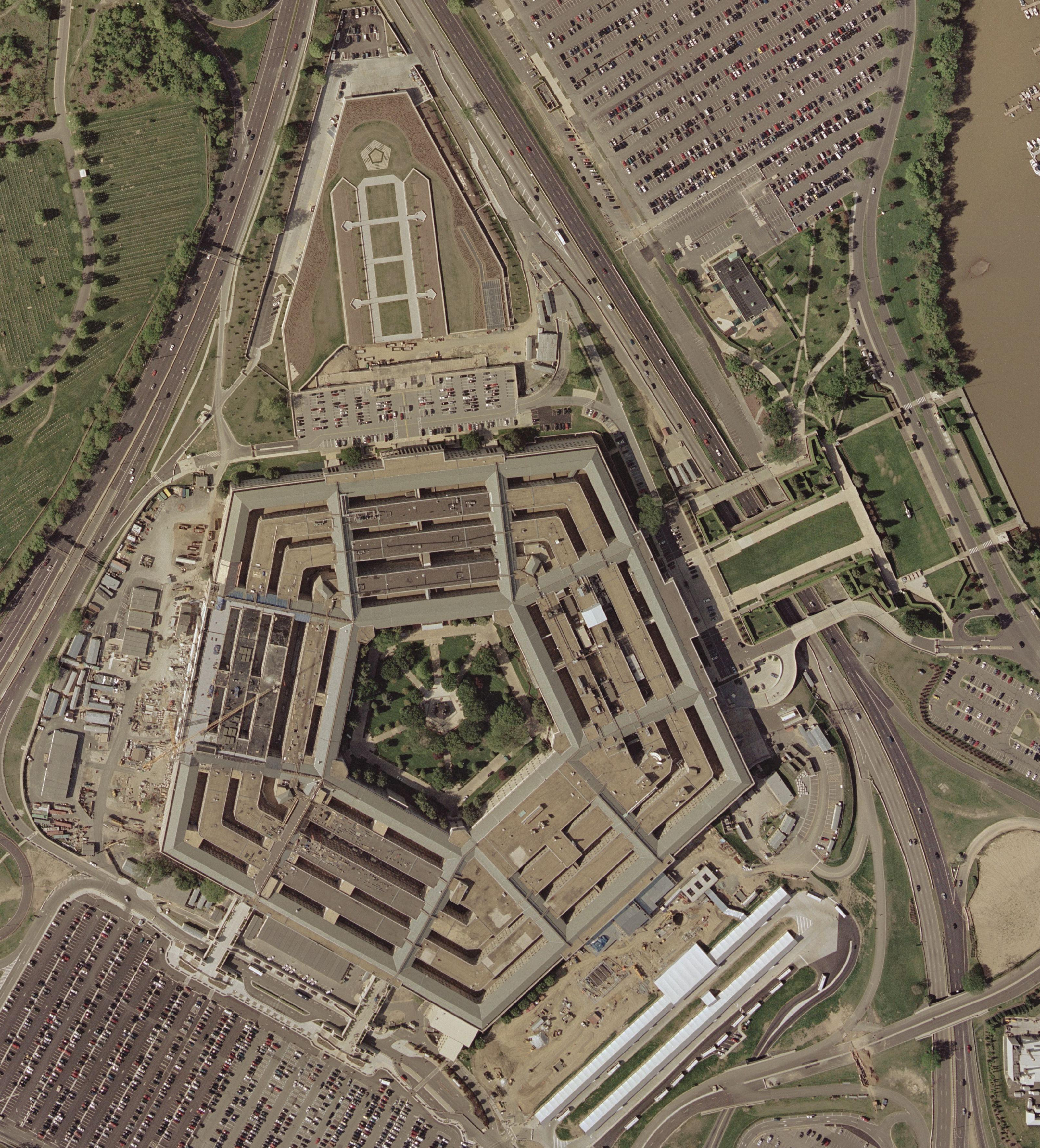
A Pentagon épülete műholdfelvételen

A Pentagon méretei nagy hajókhoz és épületekhez viszonyítva:
Pentagon, 431 m
Queen Mary 2, 345 m
USS Enterprise, 342 m
Hindenburg, 245 m
Jamato, 263 m
Empire State Building, 443 m
Knock Nevis, ex-Seawise Giant, 458 m
Apple Park, 1,522 feet, 464 m

A Pentagon az Amerikai Védelmi Minisztérium székhelye az Amerikai Egyesült Államokban, Virginia állam Arlington megyéjében. Az amerikai hadsereg jelképe. A Pentagon névvel gyakran magát a minisztériumot illetik az épület helyett.
Egy amerikai építész, George Bergstrom tervezte és 1941. szeptember 11-én kezdték el építeni. A Pentagon egyike a világ legnagyobb irodaházainak. Körülbelül 23 000 katonai és civil dolgozónak és 3000 főnyi kisegítő személyzetnek nyújt munkahelyet. 14 hektárnyi terület, az épület szabályos ötszög alakú, öt oldala van. A föld felett öt szintje található, további kettő a felszín alatt helyezkedik el. Öt körfolyosója összesen 28,2 kilométer hosszú. A Pentagon belső, zárt udvarát, melynek területe 20 000 m², gyakran nulladik szintnek is szokták nevezni.
A 2001. szeptember 11-ei terrortámadás során az American Airlines 77-es járata becsapódott a Pentagonba, kioltva 125 ember életét, akik az épület nyugati felén dolgoztak és a repülőgépen utazók is valamennyien meghaltak. A rájuk emlékeztető ötoldalú (pentagonális) gránittömböt 2002. szeptember 12-én avatták fel az Arlingtoni Nemzeti Temetőben.
2008 januárjáig a Pentagon volt az Egyesült Államok legnagyobb összterületű épülete. Ezt a címet a Las Vegas-i Palazzo resort nyerte el tőle 35 580 négyzetméteres területével.

## Fordítás
- Ez a szócikk részben vagy egészben  a   The Pentagon című angol Wikipédia-szócikk fordításán alapul.  Az eredeti cikk szerkesztőit annak laptörténete sorolja fel. Ez a jelzés csupán a megfogalmazás eredetét és a szerzői jogokat jelzi, nem szolgál a cikkben szereplő információk forrásmegjelöléseként.